# Quizalofop-Herbizide

Enantiomere von Quizalofop

Quizalofop ist der Name verschiedener chemischer Verbindungen aus der Gruppe der Aryloxyphenoxypropionat-Herbizide. Strukturell handelt es sich um Derivate der Phenoxyessigsäure und des Chinoxalins.
Quizalofop selbst liegt als freie Säure vor, die über ein Chiralitätszentrum verfügt und daher in zwei spiegelbildlichen Formen (Enantiomere) vorliegen kann, dem (R)- und dem (S)-Isomer. Wirksamer ist das (R)-Isomer, es wird im Namen durch den Zusatz „-P“ gekennzeichnet, beispielsweise Quizalofop-P. 
Weitere Verbindungen ergeben sich durch die Veresterung der Carboxygruppe mit verschiedenen Alkoholen (z. B. Methanol oder Ethanol).

## Vertreter
| Quizalofop-Herbizide |                      |                           |                                        |                                       |                                 |                                                    |                                   |                                                               |
| Name                 | Quizalofop           | Quizalofop-P              | Quizalofop-methyl                      | Quizalofop-ethyl                      | Quizalofop-P-ethyl              | Quizalofop-tefuryl                                 | Quizalofop-P-tefuryl              | Propaquizafop                                                 |
| Strukturbeschreibung | freie Säure, Racemat | (R)-Isomer von Quizalofop | Methylester von racemischem Quizalofop | Ethylester von racemischem Quizalofop | (R)-Isomer von Quizalofop-ethyl | Tetrahydrofurfurylester von racemischem Quizalofop | (R)-Isomer von Quizalofop-tefuryl | 2-Isopropylidenamino-oxyethylester von racemischem Quizalofop |
| CAS-Nummer           | 76578-12-6           | 94051-08-8                | 76578-13-7                             | 76578-14-8                            | 100646-51-3                     | 119738-06-6                                        | 200509-41-7                       | 111479-05-1                                                   |
| EG-Nummer            | 616-350-8            | 618-997-1                 |                                        | 616-351-3                             | 600-119-3                       | 414-200-4 601-628-3                                | 682-785-5                         | 601-099-9                                                     |
| ECHA-Infocard        | 100.114.382          | 100.116.160               |                                        | 100.116.160                           | 100.132.447                     | 100.101.332 100.123.210                            | 100.207.910                       | 100.121.415                                                   |
| PubChem              | 178795               | 5484172                   | 187101                                 | 53518                                 | 1617113                         | 86175                                              | 14601092                          | 16213016                                                      |
| Wikidata             | Q2123552             | Q27287217                 | Q27276154                              | Q27155607                             | Q27252886                       | Q27155663                                          | Q53947435                         | Q27155700                                                     |

## Verwendung
Die Quizalofop-Verbindungen werden als Nachauflauf-Herbizide verwendet.

## Zulassungsstatus
Quizalofop war in Deutschland zwischen 1986 und 1996 als Wirkstoff in Pflanzenschutzmitteln zugelassen. Heute ist es in den Staaten der Europäischen Union kein zugelassener Wirkstoff mehr.
Quizalofop-P ist in Deutschland seit 1994 zugelassen. Es ist in Deutschland in Pflanzenschutzmitteln als Wirkstoff enthalten, nicht jedoch in der Schweiz und Österreich.
Quizalofop-ethyl ist in den Staaten der EU und in der Schweiz nicht als Wirkstoff zugelassen.
Quizalofop-P-ethyl wurde mit Wirkung zum 1. Dezember 2009 für Anwendungen als Herbizid in der EU zugelassen. Pflanzenschutzmittel mit Quizalofop-P befinden sich in Deutschland, Österreich und der Schweiz im Handel.
Quizalofop-P-tefuryl wurde mit Wirkung zum 1. Dezember 2009 für Anwendungen als Herbizid in der EU zugelassen. Pflanzenschutzmittel mit Quizalofop-P befinden sich in Österreich im Handel, nicht aber in Deutschland und der Schweiz.
Propaquizafop wurde mit Wirkung vom 1. Dezember 2009 in die Liste der in der Europäischen Union zulässigen Pflanzenschutzmittel-Wirkstoffe aufgenommen. In Deutschland, Österreich und der Schweiz sind Pflanzenschutzmittel (z. B. Agil, Shogun) mit diesem Wirkstoff zugelassen.